# Alan Ruck
Alan Douglas Ruck (Cleveland, Ohio, 1 de julho de 1956) é um ator estadunidense. Formado em cinema pela Universidade do Illinois, iniciou sua carreira em Chicago. Seu trabalho mais notável no cinema foi o personagem Cameron Frye, o amigo hipocondríaco de Ferris Bueller em Curtindo a Vida Adoidado (1986). Outro papel de destaque foi como Stuart Bondek do seriado Spin City, transmitido pela ABC.
Outros papéis de destaque de Ruck no cinema, incluem Succession, Three Fugitives, Young Guns II, Speed, Twister e Ghost Town.

## Biografia
Ruck nasceu em Cleveland, Ohio, filho de mãe professora e pai que trabalhava em uma empresa farmacêutica. Ele estudou na Parma Senior High School, localizada em Parma (Ohio), e se formou na Universidade de Illinois com um BFA em drama em 1979. Após se formar, Rick seguiu para Chicago, onde iniciou sua carreira. Em 1985, Ruck fez sua estréia na Broadway com a peça Biloxi Blues, obra de Neil Simon, ao lado de Matthew Broderick, de quem se tornou grande amigo na vida real.

## Carreira
O primeiro papel de destaque de Ruck nos cinemas, e até hoje o seu mais lembrado, foi como o hipocondríaco Cameron Frye, melhor amigo de Ferris Bueller no popular Curtindo a Vida Adoidado (em inglês:  Ferri's Bueller Day Off), dirigido por John Hughes em 1986. Uma curiosidade é que apesar de interpretar um adolescente, Ruck já tinha 30 anos na época do filme.
Após isso, ele apareceu em filmes como Three for the Road, Three Fugitives
e Young Guns II.
Alan também interpretou um turista chato chamado Doug Stephens no filme Speed e o caçador de tempestades Rabbit Nurick no filme Twister.
De 1990 a 1991, Ruck estrelou a série Going Places, transmitida pela ABC, como o publicitário Charlie Davis. De 1996 a 2002, Alan interpretou Stuart Bondek no seriado Spin City, ao lado de Michael J. Fox e, mais tarde, Charlie Sheen.
Ele fez participações em várias séries e programas, como From the Earth to the Moon, Stargate Atlantis, Greek, Medium, CSI: Miami, NCIS: Los Angeles, Grey's Anatomy, Hot in Cleveland, Ruby and the Rockits, Bunheads, The Middle, entre outras.
Na comédia de 2007, Kickin 'It Old Skool, ele aparece como Dr. Frye, uma possível ligação com Cameron Frye.
Ruck interpretou o fantasma de um pai de família no filme Ghost Town de 2008, estrelado por Ricky Gervais. No mesmo ano, ele interpreta o Sr. Cooverman no filme I Love You, Beth Cooper.
Em 2016, ele e Geena Davis atuaram em uma versão televisiva do sucesso O Exorcista, de William Peter Blatty, transmitida pela Fox.

## Vida pessoal
Em 1986, Ruck casou-se com Claudia Stefany, com quem teve dois filhos, Sam e Emma. Em 2008 casou-se com a também atriz Mireille Enos, com quem teve dois filhos, Vesper (nascida em 2010) e Larkin (nascido em 2014).

## Filmografia

### Filmes
| Ano  | Filme                      | Papel                  |
| ---- | -------------------------- | ---------------------- |
| 1983 | Bad Boys (1983)            | Carl Brennan           |
| 1983 | Class                      | Roger Jackson          |
| 1986 | Ferris Bueller's Day Off   | Cameron Frye           |
| 1987 | Three for the Road         | T.S.                   |
| 1988 | Shooter                    | Stork O'Connor         |
| 1989 | Bloodhounds of Broadway    | John Wangle            |
| 1989 | Three Fugitives            | Inspetor Tener         |
| 1990 | Young Guns II              | Hendry William French  |
| 1994 | Star Trek Generations      | John Harriman          |
| 1994 | Speed                      | Doug Stephens          |
| 1995 | Born to Be Wild            | Dan Woodley            |
| 1996 | Twister                    | Robert "Rabbit" Nurick |
| 1998 | Walking to the Waterline   | Duane Hopwood          |
| 1998 | The Ransom of Red Chief    | Ambrose Dorset         |
| 2003 | Cheaper by the Dozen       | Bill Shenk             |
| 2007 | Kickin' It Old Skool       | Dr. Frye               |
| 2008 | Ghost Town                 | Pai Fantasma           |
| 2008 | Eavesdrop                  | Casper                 |
| 2008 | The Happening              | Diretor do colégio     |
| 2008 | InAlienable                | Dr. Proway             |
| 2008 | Star Trek: Of Gods and Men | John Harriman          |
| 2009 | I Love You, Beth Cooper    | Sr. Cooverman          |
| 2009 | Don't You Forget About Me  | Ele mesmo              |
| 2010 | Extraordinary Measures     | Pete Sutphen           |
| 2012 | Goats                      | Dr. Eldridge           |
| 2012 | Shanghai Calling           | Marcus Groff           |
| 2016 | Carnage Park               | Xerife Wyatt Moss      |
| 2016 | Dreamland                  | Walter                 |
| 2017 | War Machine                | Pat McKinnon           |
| 2018 | Gringo                     | Jerry                  |
| 2018 | Sierra Burgess Is a Loser  | Sr. Burgess            |
| 2019 | Captive State              | Charles Rittenhouse    |
| 2020 | Freaky                     |                        |

### Televisão
| Ano       | Título                                   | Papel                         | Notas                                                                                     |
| --------- | ---------------------------------------- | ----------------------------- | ----------------------------------------------------------------------------------------- |
| 1984      | Hard Knox                                | Frankie Tyrone                | Telefilme                                                                                 |
| 1989      | The Famous Teddy Z                       | Sheldon Samms                 | Episódio: "Teddy Sells the House"                                                         |
| 1990–91   | Going Places                             | Charlie Davis                 |                                                                                           |
| 1993      | Picket Fences                            | Patrick Gatwood               | Episódio: "Unlawful Entries"                                                              |
| 1994      | Daddy's Girls                            | Lenny                         | 3 episódios                                                                               |
| 1995      | Muscle                                   | Dr. Marshall Jones            | 13 episódios                                                                              |
| 1995–96   | Mad About You                            | Lance Brockwell               | 4 episódios                                                                               |
| 1996      | The Outer Limits                         | Howard Sharp                  | Episódio: "Unnatural Selection"                                                           |
| 1996–2002 | Spin City                                | Stewart Bondek                |                                                                                           |
| 1998      | From the Earth to the Moon               | Tom Dolan                     | Episódio: "Spider"                                                                        |
| 1998      | The Ransom of Red Chief                  | Ambrose Dorset                | Telefilme                                                                                 |
| 2002      | Scrubs                                   | Sr. Bragin                    | Episódio: "My Lucky Day"                                                                  |
| 2006      | Stargate Atlantis                        | Dr. Fletcher                  | Episódio: "The Real World"                                                                |
| 2007      | Drive                                    | John Ashton                   | Episódio: "Unaired Pilot"                                                                 |
| 2007      | Medium                                   | Albert Bunford                | Episódio: "Second Opinion"                                                                |
| 2007      | Ghost Whisperer                          | Steve Sinclair                | Episódio: "Bad Blood"                                                                     |
| 2007–11   | Greek                                    | Dean Bowman                   | 6 episódios                                                                               |
| 2008      | Eureka                                   | Dr. Hood                      | Episódio: "Best In Faux"                                                                  |
| 2008      | Boston Legal                             | Wayne Davidson                | Episódio: "Kill, Baby, Kill!"                                                             |
| 2008-14   | Psych                                    | Phil Stubbins/ Ruben Leonard  | Episódios: "Gus Walks Into a Bank" “Remake A.K.A. Cloudy... With a Chance of Improvement” |
| 2009      | Ruby and the Rockits                     | Martin Wexler                 | Episódio: "We Are Family?"                                                                |
| 2009      | Numb3rs                                  | Arnold Winslow                | Episódio: "Growin' Up"                                                                    |
| 2009      | Cougar Town                              | Frank Miller                  | Episódio: "Two Gunslingers"                                                               |
| 2010      | CSI: Miami                               | Dr. Allan Beckham             | Episódio: "Show Stopper"                                                                  |
| 2010      | CSI: Crime Scene Investigation           | Buddy Mills                   | Episódio: "Unshockable"                                                                   |
| 2010      | Persons Unknown                          | Charlie Morse                 | 13 episódios                                                                              |
| 2010      | Rules of Engagement                      | Dr. Greenblatt                | Episódio: "The Four Pillars"                                                              |
| 2010      | Justified                                | Roland Pike                   | Episódio: "Long in the Tooth"                                                             |
| 2010      | NCIS: Los Angeles                        | Donald Wexling                | Episódio: "Borderline"                                                                    |
| 2011      | Fringe                                   | Dr. Krick                     | Episódio: "Os"                                                                            |
| 2011      | Five                                     | Sam Jarente                   | Telefilme                                                                                 |
| 2012–13   | Bunheads                                 | Hubbell Flowers               | 3 episódios                                                                               |
| 2012      | Ben and Kate                             | Diretor Geoff Feeney          | Episódio: "Bad Cop/Bad Cop"                                                               |
| 2012      | Hawaii Five-0                            | Brian Slater                  | Episódio: "Ohuna"                                                                         |
| 2013      | Burn Notice                              | Max Lyster                    | Episódio: "Reckoning"                                                                     |
| 2013      | NCIS                                     | Ward Davis                    | Episódio: "Gut Check"                                                                     |
| 2013      | Hot in Cleveland                         | Reverendo Lare                | Episódio: "Magic Diet Candy"                                                              |
| 2013      | Zombie Night                             | Joseph                        | Telefilme                                                                                 |
| 2014      | Intelligence                             | Jonathan Cain                 | Episode: "Cain and Gabriel"                                                               |
| 2015      | Hindsight                                | Harry Lavigne                 | Episódio: "…Then I’ll Know"                                                               |
| 2015      | The Whispers                             | Alex Myers                    | 4 episódios                                                                               |
| 2015      | Major Crimes                             | Agente Jerry Shea             | Episódio: "Hostage to Fortune"                                                            |
| 2016      | The Middle                               | Mr. Kershaw                   | 2 episódios                                                                               |
| 2016      | Cooper Barrett's Guide to Surviving Life | Mark Barrett                  | Episódio: "How to Survive Your Parents' Visit"                                            |
| 2016      | The Catch                                | Gordon Bailey                 | 2 episódios                                                                               |
| 2016      | The Exorcist                             | Henry Rance                   | 10 episódios                                                                              |
| 2016      | The Loud House                           | Lord Tetherby, Policial (voz) | Episódio: "Out on a Limo"                                                                 |
| 2018–23   | Succession                               | Connor Roy                    |                                                                                           |
| 2018      | My Dinner with Hervé                     | Stu Chambers                  | Telefilme                                                                                 |
| 2018      | Dirty John                               | John Dzialo                   | Episódio: "One Shoe"                                                                      |
| 2019      | One Day at a Time                        | Lawrence Schneider            | Episódio: “The Man”                                                                       |